# Campionat de Catalunya d'atletisme - Llançament de disc
El llançament de disc és una prova del Campionat de Catalunya d'atletisme que es realitza des del 1916 en categoria masculina i des del 1931 en categoria femenina.
El primer campió en categoria masculina fou l'atleta del Gimnàstic de Tarragona Josep Soler, l'any 1916. Un any més tard vencé Lucien Wetwiller del club Pompeia, i l'any 1918 el vencedor fou novament un atleta del Gimnàstic, Jaume Nin Fortuny. En categoria femenina les primeres guanyadores van ser les atletes del Club Femení i d'Esports Josefa Artal (1931, 1932) i Joana Sunyer (1933). Les següents tres edicions no es van disputar i amb l'arribada del Franquisme les dones deixaren de competir en el campionat. Els anys 1947 i 1948, de forma aïllada, es disputaren proves femenines amb victòria de Rosa Soley i Anna Maria Arcusa. A partir de 1961 es reprengué la prova femenina de forma definitiva.
Fins a l'any 2023 Irache Quintanal Franco és l'atleta més reeixida amb 14 campionats de Catalunya, seguida per Encarna Gambús de Castro amb 10 triomfs i Sònia Godall i Cassi i Andrea Alarcón Sánchez, ambdues amb 9 campionats. En categoria masculina Alfons Vidal-Quadras i Rosales guanyà el campionat en 10 ocasions, seguit per Ivan Tirado Chaves amb 9 títols i Jaume León Fernández de Sevilla amb 6.

## Historial

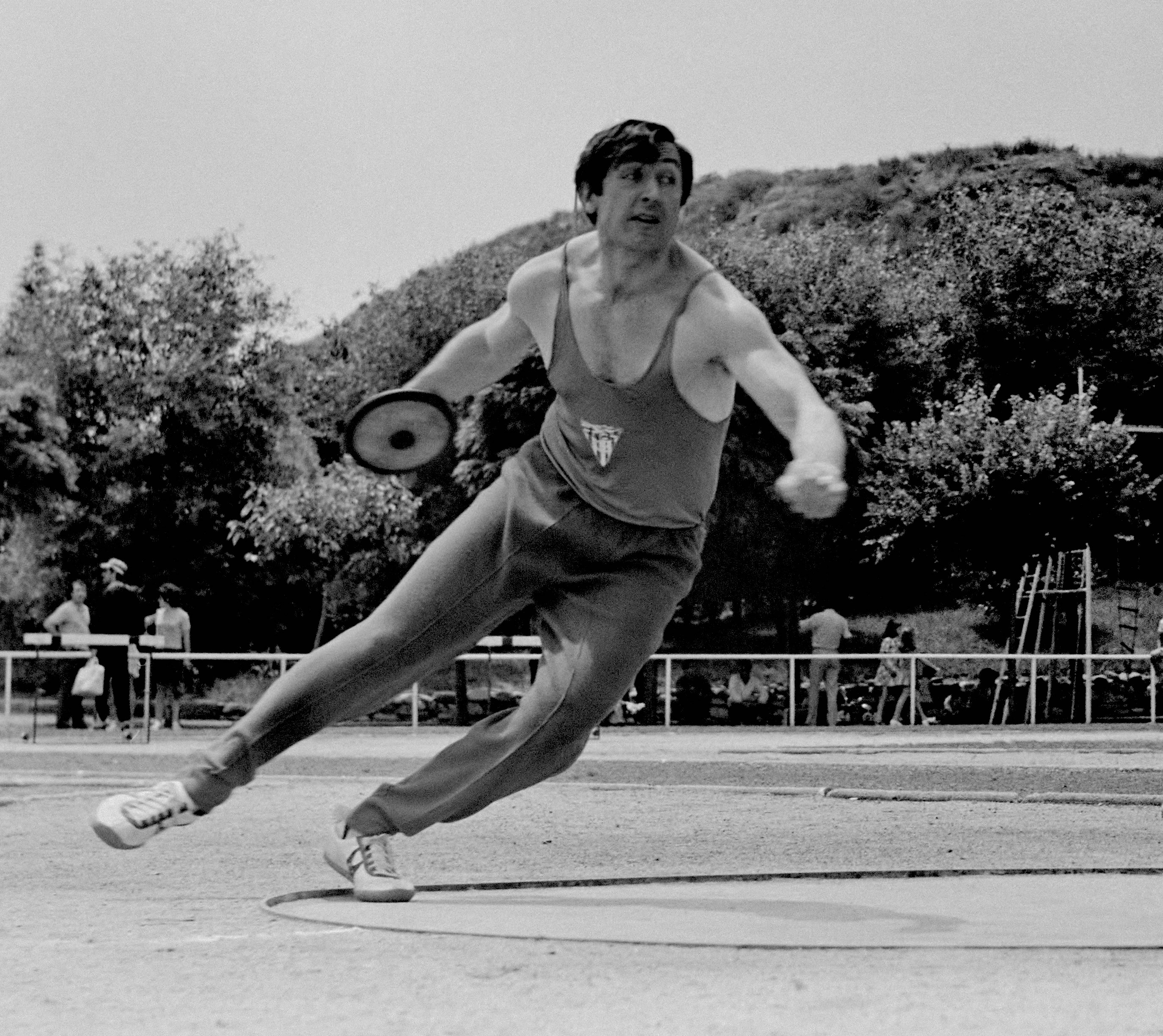
José Pascual Banzo Benesenes, del Natació Barcelona, guanyà tres cops el Campionat de Catalunya de disc (1969, 1972, 1973).

| Edició   | Data | Competició masculina                          | Competició masculina                          | Competició masculina                          | Competició femenina                   | Competició femenina                   | Competició femenina                   | refs.             |
| Edició   | Data | Campió                                        | Club                                          | Marca                                         | Campiona                              | Club                                  | Marca                                 | refs.             |
| -------- | ---- | --------------------------------------------- | --------------------------------------------- | --------------------------------------------- | ------------------------------------- | ------------------------------------- | ------------------------------------- | ----------------- |
| I        | 1916 | Josep Soler                                   | CG Tarragona                                  | 29.30                                         | la categoria femenina començà el 1931 | la categoria femenina començà el 1931 | la categoria femenina començà el 1931 | [ 2 ] [ 4 ] [ 5 ] |
| II       | 1917 | Lucien Wetwiller                              | SS Pompeia                                    | 34.63                                         | la categoria femenina començà el 1931 | la categoria femenina començà el 1931 | la categoria femenina començà el 1931 | [ 2 ] [ 6 ]       |
| III      | 1918 | Jaume Nin Fortuny                             | CG Tarragona                                  | 29.50                                         | la categoria femenina començà el 1931 | la categoria femenina començà el 1931 | la categoria femenina començà el 1931 | [ 2 ] [ 7 ]       |
| IV       | 1919 | la prova no es va poder disputar per la pluja | la prova no es va poder disputar per la pluja | la prova no es va poder disputar per la pluja | la categoria femenina començà el 1931 | la categoria femenina començà el 1931 | la categoria femenina començà el 1931 | [ 2 ]             |
| V        | 1920 | Otto Fleiter                                  | SG Alemanya                                   | 32.45                                         | la categoria femenina començà el 1931 | la categoria femenina començà el 1931 | la categoria femenina començà el 1931 | [ 2 ] [ 8 ]       |
| -        | 1921 | no es disputà per la crisi federativa         | no es disputà per la crisi federativa         | no es disputà per la crisi federativa         | la categoria femenina començà el 1931 | la categoria femenina començà el 1931 | la categoria femenina començà el 1931 | [ 2 ]             |
| -        | 1922 | no es disputà per la crisi federativa         | no es disputà per la crisi federativa         | no es disputà per la crisi federativa         | la categoria femenina començà el 1931 | la categoria femenina començà el 1931 | la categoria femenina començà el 1931 | [ 2 ]             |
| VI       | 1923 | Otto Fleiter                                  | SG Alemanya                                   | 36.00                                         | la categoria femenina començà el 1931 | la categoria femenina començà el 1931 | la categoria femenina començà el 1931 | [ 2 ] [ 9 ]       |
| VII      | 1924 | Otto Fleiter                                  | SG Alemanya                                   | 34.44                                         | la categoria femenina començà el 1931 | la categoria femenina començà el 1931 | la categoria femenina començà el 1931 | [ 2 ] [ 10 ]      |
| VIII     | 1925 | Joan Llorens Sendrós                          | CG Tarragona                                  | 31.02                                         | la categoria femenina començà el 1931 | la categoria femenina començà el 1931 | la categoria femenina començà el 1931 | [ 2 ]             |
| IX       | 1926 | Salvador Martí                                | CE Terrassa                                   | 29.05                                         | la categoria femenina començà el 1931 | la categoria femenina començà el 1931 | la categoria femenina començà el 1931 | [ 2 ]             |
| X        | 1927 | Salvador Martí                                | CE Terrassa                                   | 31.54                                         | la categoria femenina començà el 1931 | la categoria femenina començà el 1931 | la categoria femenina començà el 1931 | [ 2 ]             |
| XI       | 1928 | Marcel Lafitte                                | FC Barcelona                                  | 33.39                                         | la categoria femenina començà el 1931 | la categoria femenina començà el 1931 | la categoria femenina començà el 1931 | [ 2 ]             |
| XII      | 1929 | Willy Stoessel                                | RCD Espanyol                                  | 36.62                                         | la categoria femenina començà el 1931 | la categoria femenina començà el 1931 | la categoria femenina començà el 1931 | [ 2 ]             |
| XIII     | 1930 | Albí Caselles                                 | GEiEG                                         | 33.07                                         | la categoria femenina començà el 1931 | la categoria femenina començà el 1931 | la categoria femenina començà el 1931 | [ 2 ]             |
| XIV      | 1931 | Joan Llorens Sendrós                          | CG Tarragona                                  | 32.535                                        | Josefa Artal Díaz                     | Club Femení i E.                      | 23.28                                 | [ 2 ]             |
| XV       | 1932 | Joan Llorens Sendrós                          | CG Tarragona                                  | 33.79                                         | Josefa Artal Díaz                     | Club Femení i E.                      | 23.37                                 | [ 2 ]             |
| XVI      | 1933 | Àngel Banqué Jarque                           | CE Lleida                                     | 34.52                                         | Joana Sunyer                          | Club Femení i E.                      | 19.52                                 | [ 2 ]             |
| XVII     | 1934 | Daniel Garcia-Tuñón                           | BUC                                           | 35.03                                         | N/D                                   | N/D                                   | N/D                                   | [ 2 ]             |
| XVIII    | 1935 | Narcís Fariñas                                | FC Barcelona                                  | 33.70                                         | N/D                                   | N/D                                   | N/D                                   | [ 2 ]             |
| XIX      | 1936 | Pere Ricart                                   | Júnior FC                                     | 35.94                                         | N/D                                   | N/D                                   | N/D                                   | [ 2 ]             |
| -        | 1937 | no es disputà per la Guerra Civil             | no es disputà per la Guerra Civil             | no es disputà per la Guerra Civil             | no es disputà per la Guerra Civil     | no es disputà per la Guerra Civil     | no es disputà per la Guerra Civil     |                   |
| -        | 1938 | no es disputà per la Guerra Civil             | no es disputà per la Guerra Civil             | no es disputà per la Guerra Civil             | no es disputà per la Guerra Civil     | no es disputà per la Guerra Civil     | no es disputà per la Guerra Civil     |                   |
| -        | 1939 | no es disputà per la Guerra Civil             | no es disputà per la Guerra Civil             | no es disputà per la Guerra Civil             | no es disputà per la Guerra Civil     | no es disputà per la Guerra Civil     | no es disputà per la Guerra Civil     |                   |
| XX       | 1940 | Pere Ricart                                   | SEU                                           | 36.69                                         | N/D                                   | N/D                                   | N/D                                   | [ 2 ]             |
| XXI      | 1941 | Pere Ricart                                   | Independent                                   | 37.67                                         | N/D                                   | N/D                                   | N/D                                   | [ 2 ]             |
| XXII     | 1942 | Pere Ricart                                   | Independent                                   | 35.08                                         | N/D                                   | N/D                                   | N/D                                   | [ 2 ]             |
| XXIII    | 1943 | Ernest Pons                                   | FC Barcelona                                  | 35.73                                         | N/D                                   | N/D                                   | N/D                                   | [ 2 ]             |
| XXIV     | 1944 | Bonaventura Pujol                             | RCD Espanyol                                  | 34.40                                         | N/D                                   | N/D                                   | N/D                                   | [ 2 ]             |
| XXV      | 1945 | Pere Ricart                                   | Independent                                   | 35.99                                         | N/D                                   | N/D                                   | N/D                                   | [ 2 ]             |
| XXVI     | 1946 | Ernest Pons                                   | CA Laietània                                  | 36.43                                         | N/D                                   | N/D                                   | N/D                                   | [ 2 ]             |
| XXVII    | 1947 | Ernest Pons                                   | CA Laietània                                  | 36.10                                         | Rosa Soley                            | CE Hispano Francès                    | 21.31                                 | [ 2 ]             |
| XXVIII   | 1948 | Ernest Pons                                   | RCD Espanyol                                  | 35.89                                         | Anna Maria Arcusa                     | CE Júpiter                            | 17.63                                 | [ 2 ]             |
| XXIX     | 1949 | Ricardo Sánchez Lozano                        | FC Barcelona                                  | 37.58                                         | N/D                                   | N/D                                   | N/D                                   | [ 2 ]             |
| XXX      | 1950 | Salvador Torrella                             | CN Barcelona                                  | 36.68                                         | N/D                                   | N/D                                   | N/D                                   | [ 2 ]             |
| XXXI     | 1951 | Manuel Clavero                                | CD Granollers                                 | 39.23                                         | N/D                                   | N/D                                   | N/D                                   | [ 2 ]             |
| XXXII    | 1952 | Alfons García                                 | EyD Terrassa                                  | 37.01                                         | N/D                                   | N/D                                   | N/D                                   | [ 2 ]             |
| XXXIII   | 1953 | Alfons Vidal-Quadras                          | CN Barcelona                                  | 39.93                                         | N/D                                   | N/D                                   | N/D                                   | [ 2 ]             |
| XXXIV    | 1954 | Alfons Vidal-Quadras                          | CN Barcelona                                  | 40.13                                         | N/D                                   | N/D                                   | N/D                                   | [ 2 ]             |
| XXXV     | 1955 | Alfons Vidal-Quadras                          | CN Barcelona                                  | 44.38                                         | N/D                                   | N/D                                   | N/D                                   | [ 2 ]             |
| XXXVI    | 1956 | Alfons Vidal-Quadras                          | CN Barcelona                                  | 42.33                                         | N/D                                   | N/D                                   | N/D                                   | [ 2 ]             |
| XXXVII   | 1957 | Alfons Vidal-Quadras                          | CN Barcelona                                  | 42.98                                         | N/D                                   | N/D                                   | N/D                                   | [ 2 ]             |
| XXXVIII  | 1958 | Alfons Vidal-Quadras                          | CN Barcelona                                  | 42.70                                         | N/D                                   | N/D                                   | N/D                                   | [ 2 ]             |
| XXXIX    | 1959 | Alfons Vidal-Quadras                          | CN Barcelona                                  | 45.00                                         | N/D                                   | N/D                                   | N/D                                   | [ 2 ]             |
| XL       | 1960 | Antoni Parés Prats                            | CN Barcelona                                  | 41.28                                         | N/D                                   | N/D                                   | N/D                                   | [ 2 ]             |
| XLI      | 1961 | Antoni Parés Prats                            | CN Barcelona                                  | 42.28                                         | Hortènsia Bayarri                     | CA Linterna Roja                      | 28.85                                 | [ 2 ]             |
| XLII     | 1962 | Antoni Parés Prats                            | CN Barcelona                                  | 44.01                                         | Maria Teresa Baylina                  | CE Universitari                       | 28.81                                 | [ 2 ]             |
| XLIII    | 1963 | Alfons Vidal-Quadras                          | CN Barcelona                                  | 47.40                                         | Maria Teresa Baylina                  | CE Hispano Francès                    | 30.85                                 | [ 2 ]             |
| XLIV     | 1964 | Alfons Vidal-Quadras                          | CN Barcelona                                  | 47.32                                         | Maria Teresa Baylina                  | CE Universitari                       | 32.75                                 | [ 2 ] [ 11 ]      |
| XLV      | 1965 | Francisco Javier Pastor                       | CN Barcelona                                  | 45.40                                         | Maria Teresa Baylina                  | CE Universitari                       | 31.46                                 | [ 2 ]             |
| XLVI     | 1966 | Alfons Vidal-Quadras                          | CN Barcelona                                  | 45.24                                         | Montse Passant Coll                   | CE Universitari                       | 34.92                                 | [ 2 ]             |
| XLVII    | 1967 | Francisco Javier Pastor                       | FC Barcelona                                  | 44.26                                         | Montse Passant Coll                   | CE Universitari                       | 30.02                                 | [ 2 ]             |
| XLVIII   | 1968 | Arturo Ruf                                    | CN Barcelona                                  | 43.64                                         | Hortènsia Bayarri                     | FC Barcelona                          | 31.40                                 | [ 2 ]             |
| XLIX     | 1969 | Pascual Banzo                                 | CN Barcelona                                  | 52.04                                         | Hortènsia Bayarri                     | FC Barcelona                          | 31.58                                 | [ 2 ]             |
| L        | 1970 | Francisco Javier Pastor                       | FC Barcelona                                  | 44.72                                         | Teresa Saló Oliveras                  | GEiEG                                 | 30.44                                 | [ 2 ]             |
| LI       | 1971 | Llorenç Cassi                                 | CN Barcelona                                  | 44.06                                         | Hortènsia Bayarri                     | FC Barcelona                          | 33.14                                 | [ 2 ]             |
| LII      | 1972 | Pascual Banzo                                 | CN Barcelona                                  | 49.50                                         | Mercè Ribelles Buxaderas              | CE Universitari                       | 35.08                                 | [ 2 ]             |
| LIII     | 1973 | Pascual Banzo                                 | CN Barcelona                                  | 50.80                                         | Hortènsia Bayarri                     | FC Barcelona                          | 31.68                                 | [ 2 ]             |
| LIV      | 1974 | Llorenç Cassi                                 | CN Barcelona                                  | 42.90                                         | Mercè Ribelles Buxaderas              | CE Universitari                       | 41.48                                 | [ 2 ]             |
| LV       | 1975 | Llorenç Cassi                                 | CN Barcelona                                  | 46.26                                         | Encarna Gambús                        | CE Universitari                       | 41.70                                 | [ 2 ]             |
| LVI      | 1976 | Juan Ruiz Gracia                              | PPCD Vilanova                                 | 46.20                                         | Encarna Gambús                        | CE Universitari                       | 42.12                                 | [ 2 ]             |
| LVII     | 1977 | Joan Briceño Serra                            | GEiEG                                         | 49.42                                         | Encarna Gambús                        | CE Universitari                       | 41.02                                 | [ 2 ]             |
| LVIII    | 1978 | Juan Ruiz Gracia                              | PPCD Vilanova                                 | 43.46                                         | Lourdes Rossinyol                     | CA Manresa                            | 32.50                                 | [ 2 ]             |
| LIX      | 1979 | Juan Ruiz Gracia                              | PPCD Vilanova                                 | 46.38                                         | Carme Garcia Borda                    | CG Barcelonès                         | 43.16                                 | [ 2 ]             |
| LX       | 1980 | Sinesio Garrachón                             | AD Antorcha                                   | 55.02                                         | Encarna Gambús                        | CN Barcelona                          | 47.36                                 | [ 2 ]             |
| LXI      | 1981 | Juan Ruiz Gracia                              | PPCD Vilanova                                 | 45.80                                         | Encarna Gambús                        | CN Barcelona                          | 41.55                                 | [ 2 ]             |
| LXII     | 1982 | Ricard Ballbé Sendra                          | CG Barcelonès                                 | 46.36                                         | Encarna Gambús                        | CN Barcelona                          | 47.62                                 | [ 2 ]             |
| LXIII    | 1983 | Ricard Ballbé Sendra                          | CG Barcelonès                                 | 49.60                                         | Encarna Gambús                        | CN Barcelona                          | 42.98                                 | [ 2 ]             |
| LXIV     | 1984 | Luis Lizaso Sainz                             | FC Barcelona                                  | 47.88                                         | Encarna Gambús                        | FC Barcelona                          | 46.86                                 | [ 2 ]             |
| LXV      | 1985 | Ricard Ballbé Sendra                          | CG Barcelonès                                 | 51.48                                         | Encarna Gambús                        | FC Barcelona                          | 44.52                                 | [ 2 ]             |
| LXVI     | 1986 | Ricard Ballbé Sendra                          | FC Barcelona                                  | 51.56                                         | Encarna Gambús                        | FC Barcelona                          | 41.24                                 | [ 2 ]             |
| LXVII    | 1987 | Luis Lizaso Sainz                             | FC Barcelona                                  | 53.30                                         | Sònia Godall                          | CN Barcelona                          | 48.84                                 | [ 2 ]             |
| LXVIII   | 1988 | Luis Lizaso Sainz                             | FC Barcelona                                  | 52.22                                         | Sònia Godall                          | CG Barcelonès                         | 50.00                                 | [ 2 ]             |
| LXIX     | 1989 | Lluís Santos Vilana                           | AE L'Hospitalet                               | 45.78                                         | Sònia Godall                          | CG Barcelonès                         | 51.18                                 | [ 2 ]             |
| LXX      | 1990 | Luis Lizaso Sainz                             | FC Barcelona                                  | 50.64                                         | Olga Riera Garcia                     | CA Sant Celoni                        | 48.76                                 | [ 2 ]             |
| LXXI     | 1991 | Luis Lizaso Sainz                             | FC Barcelona                                  | 49.90                                         | Carme Solé Díaz                       | CGB-L'Hospitalet                      | 46.32                                 | [ 2 ]             |
| LXXII    | 1992 | Lluís Santos Vilana                           | FC Barcelona                                  | 48.88                                         | Carme Solé Díaz                       | València CA                           | 45.56                                 | [ 2 ]             |
| LXXIII   | 1993 | Lluís Santos Vilana                           | FC Barcelona                                  | 46.92                                         | Sònia Godall                          | CA Chapín Jerez                       | 56.66                                 | [ 2 ]             |
| LXXIV    | 1994 | Lluís Santos Vilana                           | FC Barcelona                                  | 49.20                                         | Sònia Godall                          | CN Barcelona                          | 54.96                                 | [ 2 ]             |
| LXXV     | 1995 | Lluís Santos Vilana                           | FC Barcelona                                  | 46.96                                         | Sònia Godall                          | CN Barcelona                          | 53.56                                 | [ 2 ]             |
| LXXVI    | 1996 | Ivan Tirado Chaves                            | Larios AAM                                    | 47.18                                         | Sònia Godall                          | CN Barcelona                          | 51.96                                 | [ 2 ]             |
| LXXVII   | 1997 | Ricard Ballbé Sendra                          | L'Hospitalet At.                              | 47.48                                         | Sònia Godall                          | CN Barcelona                          | 46.54                                 | [ 2 ]             |
| LXXVIII  | 1998 | Ivan Tirado Chaves                            | Larios AAM                                    | 51.71                                         | Irache Quintanal                      | Transports T2                         | 51.75                                 | [ 2 ]             |
| LXXIX    | 1999 | José Luís Valencia Gil                        | Airtel AAM                                    | 58.76                                         | Begoña Sanchiz Velasco                | FC Barcelona                          | 42.34                                 | [ 2 ]             |
| LXXX     | 2000 | José Luís Valencia Gil                        | Airtel AAM                                    | 53.88                                         | Irache Quintanal                      | FC Barcelona                          | 52.36                                 | [ 2 ]             |
| LXXXI    | 2001 | Ivan Tirado Chaves                            | Integra 2                                     | 53.10                                         | Irache Quintanal                      | FC Barcelona                          | 55.73                                 | [ 2 ]             |
| LXXXII   | 2002 | Ivan Tirado Chaves                            | Integra 2                                     | 54.48                                         | Irache Quintanal                      | FC Barcelona                          | 49.41                                 | [ 2 ]             |
| LXXXIII  | 2003 | Ivan Tirado Chaves                            | Integra 2                                     | 54.96                                         | Sònia Godall                          | Integra 2                             | 48.91                                 | [ 2 ]             |
| LXXXIV   | 2004 | Ivan Tirado Chaves                            | FC Barcelona                                  | 52.56                                         | Irache Quintanal                      | FC Barcelona                          | 53.41                                 | [ 2 ]             |
| LXXXV    | 2005 | Eloi Rovira Campos                            | FC Barcelona                                  | 48.86                                         | Irache Quintanal                      | FC Barcelona                          | 51.35                                 | [ 2 ]             |
| LXXXVI   | 2006 | Ivan Tirado Chaves                            | FC Barcelona                                  | 51.72                                         | Irache Quintanal                      | FC Barcelona                          | 51.04                                 | [ 2 ]             |
| LXXXVII  | 2007 | Ivan Tirado Chaves                            | FC Barcelona                                  | 53.57                                         | Irache Quintanal                      | FC Barcelona                          | 53.75                                 | [ 2 ]             |
| LXXXVIII | 2008 | Jaume León                                    | AA Catalunya                                  | 51.85                                         | Irache Quintanal                      | FC Barcelona                          | 54.05                                 | [ 2 ]             |
| LXXXIX   | 2009 | Jaume León                                    | AA Catalunya                                  | 51.03                                         | Irache Quintanal                      | FC Barcelona                          | 54.82                                 | [ 2 ]             |
| XC       | 2010 | Jaume León                                    | AA Catalunya                                  | 52.62                                         | Irache Quintanal                      | FC Barcelona                          | 55.55                                 | [ 2 ]             |
| XCI      | 2011 | Ivan Tirado Chaves                            | Grupo ISN Navarra                             | 53.02                                         | Irache Quintanal                      | València TiM                          | 53.44                                 | [ 2 ]             |
| XCII     | 2012 | Jaume León                                    | AA Catalunya                                  | 53.44                                         | Irache Quintanal                      | València TiM                          | 49.14                                 | [ 2 ]             |
| XCIII    | 2013 | Lois Maikel Martínez                          | CA Platges de Castelló                        | 59.26                                         | Irache Quintanal                      | València TiM                          | 50.16                                 | [ 2 ]             |
| XCIV     | 2014 | Lois Maikel Martínez                          | CA Platges de Castelló                        | 59.92                                         | Haja Gerewu Griñó                     | FC Barcelona                          | 50.67                                 | [ 2 ]             |
| XCV      | 2015 | Lois Maikel Martínez                          | CA Platges de Castelló                        | 60.81                                         | Andrea Alarcón Sánchez                | AA Catalunya                          | 51.73                                 | [ 2 ]             |
| XCVI     | 2016 | Jaume León                                    | AA Catalunya                                  | 54.67                                         | Andrea Alarcón Sánchez                | AA Catalunya                          | 55.49                                 | [ 2 ]             |
| XCVII    | 2017 | Marc Florenza Novials                         | AA Catalunya                                  | 46.51                                         | Andrea Alarcón Sánchez                | AA Catalunya                          | 48.93                                 | [ 2 ]             |
| XCVIII   | 2018 | Jaume León                                    | AA Catalunya                                  | 48.81                                         | Andrea Alarcón Sánchez                | AA Catalunya                          | 53.85                                 | [ 2 ]             |
| XCIX     | 2019 | Aaron Solà Sanjuan                            | AA Catalunya                                  | 50.72                                         | Andrea Alarcón Sánchez                | AA Catalunya                          | 47.09                                 | [ 2 ]             |
| C        | 2020 | Aaron Solà Sanjuan                            | AA Catalunya                                  | 47.82                                         | Andrea Alarcón Sánchez                | AA Catalunya                          | 45.17                                 | [ 2 ]             |
| CI       | 2021 | Aaron Solà Sanjuan                            | AA Catalunya                                  | 53.41                                         | Andrea Alarcón Sánchez                | AA Catalunya                          | 52.29                                 | [ 2 ]             |
| CII      | 2022 | Aaron Solà Sanjuan                            | AA Catalunya                                  | 49.04                                         | Andrea Alarcón Sánchez                | AA Catalunya                          | 48.80                                 | [ 2 ]             |
| CIII     | 2023 | Aaron Solà Sanjuan                            | AA Catalunya                                  | 52.20                                         | Andrea Alarcón Sánchez                | AA Catalunya                          | 50.62                                 | [ 2 ]             |
| CIV      | 2024 | Aleix Camats                                  | CA Igualada                                   | 52.81                                         | Daniela Fernández de Haro             | València CA                           | 50.20                                 | [ 2 ]             |

1. ↑  Societat Gimnàstica Alemanya de Barcelona.
2. 1 2 3  Des de la temporada 2012-2013, els atletes estrangers que per 3r any consecutiu hagin diligenciat llicència amb la FCA poden ser campions.